# دورة في المعجزات
دورة في المعجزات (بالإنجليزية: A Course in Miracles)‏؛ (مختصراً: ACIM) هو كتاب من تأليف هيلين شكمان صدر عام 1976، قالت شكمان أن الكتاب قد أُملي عليها، كلمة بكلمة، من خلال عملية "إملاء داخلي" من يسوع المسيح. حيث يعتبر الكتاب من الكتب الروحية المستعارة من حركة العصر الجديد.